# Parafia św. Franciszka z Asyżu w Jelnej
Parafia św. Franciszka z Asyżu w Jelnej – parafia rzymskokatolicka pw. św. Franciszka z Asyżu w Jelnej, należąca do dekanatu Leżajsk II w archidiecezji przemyskiej. Prowadzona jest przez ojców bernardynów.

## Historia
Jelna została założona w XVI wieku. W 1967 roku Bernardyni z Leżajska rozpoczęli katechizacją w Judaszówce, a od 1968 roku w Jelnej. 3 maja 1970 roku O. Piotr Kotyła odprawił pierwszą mszę świętą przy kapliczce Matki Bożej Częstochowskiej w Jelnej. W 1971 roku O. Piotr Kotyła zamieszkał na stałe w domu prywatnym, gdzie przeniesiono punkt katechetyczny i odprawiano msze święte. Gdy władze państwowe zakazały właścicielce domu odprawiania u niej mszy świętych, postanowiono wybudować kościół. W nocy z 12 na 13 czerwca 1971 roku do kapliczki dobudowano prowizoryczny kościół. Pomimo represji władz, postanowiono budować murowany kościół. Jesienią 1971 roku nad drewnianym kościołem zaczęto budować murowany kościół, według projektu inż. Jana Chmielewskiego. Po dwóch latach budowy, 1 listopada 1974 roku kościół został poświęcony przez bpa Ignacego Tokarczuka. 
4 sierpnia 1981 roku dekretem biskupim została erygowana parafia pw. św. Franciszka z Asyżu, a jej pierwszym proboszczem został O. Bernard Machniewicz. Do nowej parafii zostały przydzielone: wieś Jelna z przysiółkami Judaszówka i Baranówka, oraz wieś Łukowa. 16 grudnia 1984 roku rozpoczęto budowę domu zakonnego, który został erygowany 11 listopada 1986 roku dekretem prowincjała, a pierwszym gwardianem został O. Kazimierz Stec. 
W latach 1988–1992 w Judaszówce (przysiółku Jelnej, oddalonym o 5 km), zbudowano kościół filialny pw. Podwyższenia Krzyża Świętego, według projektu arch. mgr inż. Stanisława Pąprowicza. 26 września 1992 roku kościół został poświęcony przez bpa Ignacego Tokarczuka. W Judaszówce jest 400 mieszkańców.
W latach 1991–1995 zbudowano kościół filialny pw. Miłosierdzia Bożego w Łukowej, według projektu arch. mgr inż. Stanisława Pąprowicza. 7 maja 1995 roku kościół został poświęcony przez biskupa Stefana Moskwę. 21 grudnia 2003 roku kościół został przyłączony do nowo utworzonego Rektoratu w Przychojcu, który przejęli księża diecezjalni. 
Proboszczowie parafii:
1981–1983. o. Bernard Machniewicz OFM.
1983–1991. o. Kazimierz Stec OFM.
1991–1999. o. Doroteusz Lipiński OFM.
1999–2001. o. Wojciech Frączyk OFM.
2001–2008. o. Ksawery Ogórek OFM.
2008–2014. o. Szczepan Dolański OFM.
2014–2017. o. Jan Szpila OFM.
2017–2023. o. Sadok Strąkowski OFM.
2023– o. Artur Stępień OFM.